# Giovanni Negro
Giovanni Giuseppe Eugenio Negro (4 gennaio 1758 – 18 marzo 1814) è stato un politico italiano, maire di Torino dal 1805 al 1814.

## Biografia
Consigliere comunale di Torino, qualificato alternativamente come "negoziante" e come "banchiere" nella documentazione dell'epoca, salì alla ribalta nel 1805 in seguito alle dimissioni del maire Ignazio Laugier. Nella situazione critica che si era creata per i contrasti tra il primo cittadino e il governo francese, il ministro dell'interno francese de Champagny scrisse al prefetto di Torino Pietro Loysel «La circonstance actuelle exige un homme parfaitement dévoué à la France». La scelta cadde sul consigliere comunale Giovanni Negro, che aveva dato buona prova di sé come sindaco aggiunto di Laugier, nonostante il suo reddito di 15.000 franchi fosse di gran lunga il più basso dei candidati presi in esame. Il 7 dicembre, da Austerlitz, Napoleone ne decretò la nomina a maire di Torino.
Nel maggio del 1806, 15 dei 30 componenti del consiglio comunale furono rinnovati, tirando a sorte i 15 nuovi membri tra i cento «più carichi di imposte» della città. Nel nuovo consiglio comunale aumentò di conseguenza da 5 a 11 il numero di aristocratici appartenenti alla abolita nobiltà subalpina.
Per migliorare l'efficienza dell'amministrazione, Giovanni Negro formulò dettagliate istruzioni per gli impiegati comunali e delegò agli aggiunti alcune funzioni che non aveva il tempo di espletare personalmente. Per far fronte ai debiti che già avevano causato le dimissioni di Laugier, Negro scrisse all'imperatore Napoleone per implorare la restituzione delle somme dovute dal Tesoro. Parigi non rispose alla lettera, ma il 18 marzo 1808 riconfermò Negro nel suo incarico.
I lavori erano ostacolati dalle continue assenze dei consiglieri, che impedivano di raggiungere il numero legale: soltanto nell'estate del 1810 Negrò riuscì ad ottenere dal prefetto la nomina di dieci nuovi consiglieri in sostituzione di quelli che nel frattempo erano deceduti o si erano dimessi.
Nel frattempo Negro si adoperava per accrescere il proprio prestigio personale, riuscendo a ottenere numerosi riconoscimenti. Nel maggio 1810 ricevette la Legion d'onore e il 28 dicembre dello stesso anno fu nominato barone dell'Impero. Alla morte del suo predecessore Laugier, nell'agosto 1811, si affrettò a richiedere all'imperatore di essere nominato al suo posto tesoriere della 16ª coorte della Legion d'onore, e nel maggio 1812 fu ammesso al Corpo legislativo francese.
Nel 1810 propose un nuovo stemma cittadino che aggiungeva all'emblema del toro gli ornamenti propri dell'araldica napoleonica, che fu consegnato ufficialmente alla città in occasione del battesimo del re di Roma, Napoleone II.
Durante il suo mandato furono applicate varie normative di derivazione francese, come l'introduzione, nel 1808, del nuovo sistema metrico unificato di pesi e misure (che venne parzialmente cancellata con la Restaurazione ed entrò pienamente in vigore solo con l'Unità d'Italia, e quella, tra il 1808 e il 1809, della numerazione civica sul modello di quella realizzata a Parigi tre anni prima. Sempre durante il suo mandato (tra il 1810 e il 1813) fu costruito, per decisione diretta di Napoleone, il primo ponte in pietra della città, che fino a quel momento aveva solo ponti provvisori sul Po: l'attuale Ponte Vittorio Emanuele I.
Il 25 marzo 1813 Napoleone lo riconfermò nuovamente sindaco di Torino e decretò che il giuramento avvenisse in forma solenne: la cerimonia fu celebrata il 21 giugno, alla presenza delle maggiori autorità cittadine. Tuttavia Negro non poté esercitare a lungo il mandato: fu colpito da una grave malattia e si spense il 18 marzo 1814.
Nel frattempo Napoleone era stato sconfitto e si preparava anche a Torino il ritorno all'ancien régime: il 17 maggio 1814 la Segreteria di Stato per gli Affari interni ripristinò l'amministrazione municipale «sul piede dell'anno 1800» e il giorno seguente il vecchio consiglio comunale fu ricostituito con i decurioni di prima e di seconda classe superstiti. I due nuovi sindaci, Paolo Mazzetti di Saluggia e Giovanni Battista Arbaudi, sarebbero stati gli stessi di quattordici anni prima.